# Making Mirrors
Making Mirrors è il terzo album in studio del cantautore australiano Gotye. L'album è stato pubblicato in Australia il 19 agosto 2011. Nel dicembre dello stesso anno Making Mirrors è stato votato, dagli ascoltatori della stazione radiofonica Triple J, per raggiungere la vetta della classifica degli album 2011, facendo diventare Gotye il primo artista ad avere due album in vetta alla classifica. Esso è diventato famoso in tutto il mondo e acclamato dalla critica grazie alla hit Somebody That I Used to Know. In Polonia, dopo un giorno dalla pubblicazione, l'album è stato certificato disco di platino. Negli Stati Uniti, l'album ha venduto in sei mesi oltre 538 000 copie.

## Pubblicazione
A metà ottobre 2010, Gotye pubblicò un singolo intitolato Eyes Wide Open, la prima traccia dell'album. Il singolo ha ricevuto recensioni generalmente positive e raggiunse la posizione n°25 della Triple J Hottest 100 del 2010. Eyes Wide Open ha visto Gotye utilizzare stili musicali sconosciuti, con la linea del basso principale dal brano registrato e dichiarò: 
«stavo scrivendo il brano quando ero ancora con la mia band, i The Basics e Winton era il padrone del musical Fence Winton Music, che è un grande recinto fatto con pezzi di metallo tese tra i posti e si può cogliere e giocare con tutti i tipi di materiali diversi-rende questi bassi incredibili e ho provato il pezzo lì. Vedendo che funzionava, ho inaugurato il brano Eyes Wide Open» 
A fine marzo 2011 Gotye ha rivelato la copertina dell'album, ispirato a un dipinto che Gotye ha leggermente modificato per crearne la copertina dell'album. Lui ha affermato «Lo specchio riflette sulle opere d'arte ed è tutto relativo che l'auto-riflessione e introspezione dell'album». Gotye ha anche riferito che l'album sarebbe uscito a giugno o a luglio 2011, anticipato da un singolo insieme al fatto che l'album sarebbe stato simile a quello precedente in termini di diversità. Gotye ha continuato a rivelare che l'uscita sarebbe stata ritardata per più di cinque mesi a causa della composizione e registrazione di una sola traccia.
Il 19 maggio 2011 è stato annunciato che l'album sarebbe stato pubblicato il 19 agosto 2011. Gotye ha registrato un follow-up di Eyes Wide Open e annunciato che Somebody That I Used to Know sarebbe stato pubblicato l'11 luglio 2011.
Dopo l'annuncio della tracklist, Gotye ha anche rivelato che sarebbe stato pubblicato in una versione DVD contenente videoclip e documentari. Tuttavia la polemica e scoppiata il 5 luglio 2011, quando il video di Somebody That I Used to Know è stato pubblicato su Austereo Radio Network 's Takes 40 webside. Più tardi quel giorno il video viene trasmesso per la prima volta su Triple J, con il trimbo ufficiale di approvazione di Gotye, pubblicato tramite iTunes Australia.
Somebody That I Used to Know ha raggiunto la prima posizione n°1 della ARIA singles chart e il Digital singles ARIA chart e in ARIA australian artist chart. A partire dal 4 novembre, il singolo ha ricevuto oltre cinque dischi di platino. I Feel Better è stato pubblicato come terzo singolo in Australia il 24 ottobre 2011. Easy Way Out è stato pubblicato nel Regno Unito come singolo promozionale il 3 novembre 2011.

## Concetto e temi
Poco prima dell'uscita dell'album, Gotye ha parlato alla ABC sul significato dell'opera d'arte, il titolo, e come simboleggia il processo creativo e introspettivo di registrare l'album, «è più di una riflessione-lo sguardo a te stesso che uno specchio offre e anche il modo in cui ti dà una prospettiva diversa sulle cose intorno a te. Quindi penso di sentirmi in modo analogo a quello che queste canzoni diventano per me.»
Gotye ha rivelato che il secondo singolo estratto dall'album, Somebody That I Used to Know, non era liricalmente il risultato di un vero singolo, "Non si trattava di un rapporto specifico" ha spiegato De Backer a un'intervista, "ma è stato sicuramente tratto da varie esperienze che ho avuto nei rapporti di rottura, e nelle parti delle parti più riflessive della canzone, nel dopo-matematica e la memoria di quei rapporti differenti e di cosa erano e come si sciolsero e cosa succede nella mente di tutti. Sì, così amalgama sentimenti diversi, ma non completamente costituita come tale".
Nonostante il grande successo dell'album, Gotye ha rivelato a Rolling Stone Australia che ha inizialmente combattuto con indecisione e depressione la registrazione dell'album, come mostrano le canzoni Smoke and Mirrors e Save Me. Lui ha affermato "C'erano punti in cui pensavo di non essere in grado di concludere un disco".

## Critica
La rete musicale ha dato all'album una recensione favorevole, dicendo che "era altrettanto ricco, sfacciato e ricco di storia pop e la musicalità del suo predecessore e come accuratamente costruita e coinvolgente come il suo brano registrato (Somebody That I Used to Know), sarà cementare Wally De Backer, come il genio stravagante, everyman del pop australiano".The Sun Herald ha dato quattro stelle su cinque, aggiungendo che «Bronte e Giving Me a Chance sono le canzoni più belle, che rappresentano una colonna sonora per un film ancora da compiere». Radar Radio ha dato a Marking Mirrors quattro stelle su cinque e ha detto che Eyes Wide Open è la sua canzone preferita.

## Tracce
Edizione standard
Testi e musiche di Wally De Backer.
1. Making Mirrors – 1:01
2. Easy Way Out – 1:57
3. Somebody That I Used to Know (feat. Kimbra) – 4:04
4. Eyes Wide Open – 3:11
5. Smoke and Mirrors – 5:13
6. I Feel Better – 3:18
7. In Your Light – 4:39
8. State of the Art – 5:22
9. Don't Worry, We'll Be Watching You – 3:18
10. Giving Me a Chance – 3:07
11. Save Me – 3:53
12. Bronte – 3:18

Bonus Track iTunes
1. Dig Your Own Hole – 4:23
2. Somebody That I Used to Know (Faux Pas Remix) – 3:59

DVD Bonus Track
1. Showdown Below My Sombrero – 2:30

DVD Limited Edition
1. The Making of Eyes Wide Open (documentario) – 8:01
2. Making Making Mirrors (documentario) – 10:03
3. Eyes Wide Open (video musicale) – 3:18
4. Somebody That I Used to Know (feat. Kimbra) (video musicale) – 4:03
5. State of the Art (video musicale) – 5:18
6. Bronte (video musicale) – 3:14

## Classifiche

### Classifiche settimanali
| Classifica (2011-12) | Posizione massima |
| -------------------- | ----------------- |
| Australia            | 1                 |
| Austria              | 6                 |
| Belgio (Fiandre)     | 3                 |
| Belgio (Vallonia)    | 6                 |
| Canada               | 5                 |
| Danimarca            | 7                 |
| Francia              | 4                 |
| Germania             | 3                 |
| Giappone             | 65                |
| Grecia               | 1                 |
| Irlanda              | 7                 |
| Italia               | 5                 |
| Norvegia             | 11                |
| Nuova Zelanda        | 8                 |
| Paesi Bassi          | 5                 |
| Polonia              | 1                 |
| Portogallo           | 10                |
| Regno Unito          | 4                 |
| Spagna               | 13                |
| Stati Uniti          | 6                 |
| Svezia               | 28                |
| Svizzera             | 10                |

### Classifiche di fine anno
| Classifica (2011) | Posizione |
| ----------------- | --------- |
| Australia         | 4         |
| Belgio (Fiandre)  | 10        |
| Paesi Bassi       | 43        |
| Classifica (2012) | Posizione |
| Australia         | 39        |
| Austria           | 54        |
| Belgio (Fiandre)  | 15        |
| Belgio (Vallonia) | 19        |
| Canada            | 25        |
| Danimarca         | 31        |
| Francia           | 17        |
| Germania          | 48        |
| Italia            | 40        |
| Paesi Bassi       | 64        |
| Polonia           | 9         |
| Regno Unito       | 41        |
| Stati Uniti       | 27        |
| Svizzera          | 38        |

### Classifiche decennali
| Classifica (2010-19) | Posizione |
| -------------------- | --------- |
| Australia            | 27        |
| Stati Uniti          | 117       |